# Теллурид висмута(III)
Теллурид висмута (Bi2Te3) — химическое соединение висмута и теллура, кристаллизующееся в ромбоэдрической структуре. Узкозонный полупроводник. Широко известный термоэлектрический материал.